# 삼성 갤럭시 코어 2
삼성 갤럭시 코어 2는 삼성전자가 제조한 스마트폰이다. 2014년 7월 삼성전자 공식 웹사이트에서 처음 공개되었고 다음 달에 출시되었다. 삼성 갤럭시 코어의 후속작이다. 안드로이드 4.4.2 킷캣으로 구동된다. WVGA(480x800) 해상도의 4.5인치 정전식 터치스크린을 탑재했으며, ppi는 207이다. 1.2GHz 쿼드 코어 프로세서가 탑재되었다. 768MB의 RAM을 가지고 있다. 갤럭시 코어 2는 4GB의 내장 스토리지를 가지고 있으며 최대 64GB의 마이크로SD 카드를 지원한다.
자동 초점 및 LED 플래시가 있는 5MP 주 카메라를 가지고 있다. 0.3MP(VGA) 전면 카메라를 가지고 있다. 480p 비디오를 30fps로 녹화할 수 있다. 기타 기능으로는 터치 투 포커스, 연속 촬영, 지오태깅이 포함된다.
이 장치는 자연스러운 제스처를 명령으로 변환하도록 설계된 가속도계를 특징으로 한다.
최대 7시간의 통화 시간과 최대 30시간의 음악 재생 시간을 제공하는 2000mAh 리튬 이온 배터리를 가지고 있다.

## 같이 보기
- 삼성 갤럭시 코어
- 삼성 갤럭시 코어 프라임